# Gammal-Mörsviktjärnen
Gammal-Mörsviktjärnen är en sjö i Härjedalens kommun i Härjedalen och ingår i Ljusnans huvudavrinningsområde.